# 京都市立下京中学校
京都市立下京中学校（きょうとしりつ しもぎょうちゅうがっこう）は、京都府京都市下京区楊梅通新町東入蛭子町にある公立中学校。

## 沿革
- 2007年4月1日 - 京都市立郁文中学校、京都市立成徳中学校、京都市立尚徳中学校、京都市立皆山中学校及び京都市立梅逕中学校を統合して開校[1]。

## 通学区域が隣接している学校
- 京都市立七条中学校
- 京都市立松原中学校
- 京都市立中京中学校
- 京都市立京都御池中学校
- 京都市立開睛小中学校
- 京都市立東山泉小中学校
- 京都市立凌風小中学校
- 京都市立九条中学校
- 京都市立八条中学校